# Sirod
Sirod – miejscowość i gmina we Francji, w regionie Burgundia-Franche-Comté, w departamencie Jura.
Według danych na rok 1990 gminę zamieszkiwało 539 osób, a gęstość zaludnienia wynosiła 33 osoby/km² (wśród 1786 gmin Franche-Comté Sirod plasuje się na 291. miejscu pod względem liczby ludności, natomiast pod względem powierzchni na miejscu 172.).